# کروشنا (استان سیلسیان)
کروشنا (به لهستانی:  Kruszyna) یک روستا در لهستان است که در گمینا کروشنا واقع شده‌است.
 کروشنا  ۹۶۸ نفر جمعیت دارد.